# World-Inline-Cup 2001
Der FIRS Roller-World-Cup 2001 wurde für Frauen und Männer an 11 Stationen ausgetragen. Der Auftakt fand am 1. April 2001 in Bonn und das Finale am 30. September 2001 in Berlin statt.

## Frauen
| WIC                                                                | Ort               | Sieg                      | Platz 2                     | Platz 3                        |
| ------------------------------------------------------------------ | ----------------- | ------------------------- | --------------------------- | ------------------------------ |
| Class 2 01. April                                                  | Bonn-Marathon     | Evelyn Kalbe Rollerblade  | Andréa Haritchelhar Salomon | Ann-Kathrin Heinze Rollerblade |
| Grand-Prix 08. April                                               | Neapel            | Ashley Horgan Rollerblade | Alessandra Susmeli Roces    | Andrea González Proskate       |
| Class 1 22. April                                                  | Hamburg-Marathon  | Julie Glass Verducci      | Kimberly Derrick            | Marion Grotto Rollerblade      |
| Class 2 06. Mai                                                    | Hannover-Marathon | Nathalie Barbotin Salomon | Anne Titze K2               | Evelyn Kalbe Salomon           |
| Grand-Prix 13. Mai                                                 | Paris             | Julie Glass Verducci      | Silvia Niño Rollerblade     | Ashley Horgan Rollerblade      |
| Class 1 27. Mai                                                    | Basel             | Silvia Niño Rollerblade   | Caroline Lagrée Salomon     | Nathalie Barbotin Salomon      |
| Grand-Prix 03. Juni                                                | Nizza             | Silvia Niño Rollerblade   | Caroline Lagrée Salomon     | Nathalie Barbotin Salomon      |
| Grand-Prix 24. Juni                                                | Zürich            | Alessandra Susmeli Roces  | Julie Glass Verducci        | Sheila Herrero Verducci        |
| Grand-Prix 30. Juni                                                | Engadin           | Angèle Vaudan Roces       | Nathalie Barbotin           | Alessandra Susmeli Roces       |
| Europameisterschaften in Paços de Ferreira, 27. Juli bis 4. August |                   |                           |                             |                                |
| World Games in Akita, 16. bis 26. August                           |                   |                           |                             |                                |
| Weltmeisterschaften in Valence d’Agen, 8. bis 16. September        |                   |                           |                             |                                |
| Class 1 23. September                                              | Wien              | Pia Knecht Salomon Suisse | Caroline Lagrée Salomon     | Andréa Haritchelhar Salomon    |
| Grand-Prix 30. September                                           | Berlin-Marathon   | Sheila Herrero Verducci   | Angèle Vaudan Roces         | Jessica Smith Verducci         |

| Rang | Name          | Team        |
| ---- | ------------- | ----------- |
| 1    | Ashley Horgan | Rollerblade |

| Rang | Team        |
| ---- | ----------- |
| 1    | Rollerblade |

## Männer
| WIC                                                                | Ort               | Sieg                         | Platz 2                      | Platz 3                      |
| ------------------------------------------------------------------ | ----------------- | ---------------------------- | ---------------------------- | ---------------------------- |
| Class 2 01. April                                                  | Bonn-Marathon     | Christoph Zschätzsch Fila    | Mathieu Grandgirard Fila     | Juan-Carlos Betancur Salomon |
| Grand-Prix 08. April                                               | Neapel            | Jorge Botero Rollerblade     | Diego Rosero Rollerblade     | Arnaud Gicquel Rollerblade   |
| Class 1 22. April                                                  | Hamburg-Marathon  | Arnaud Gicquel Rollerblade   | Massimiliano Presti Verducci | Diego Rosero Rollerblade     |
| Class 2 06. Mai                                                    | Hannover-Marathon | Christoph Zschätzsch Fila    | Benjamin Zschätzsch Fila     | Baptiste Grandgirard Fila    |
| Grand-Prix 13. Mai                                                 | Paris             | Jorge Botero Rollerblade     | Diego Rosero Rollerblade     | Arnaud Gicquel Rollerblade   |
| Class 1 27. Mai                                                    | Basel             | Arnaud Gicquel Rollerblade   | Pascal Briand Salomon        | Pierdavide Romani Salomon    |
| Grand-Prix 03. Juni                                                | Nizza             | Fabien Rabeau Rollerblade    | Bénoit Perthuis Salomon      | Kalon Dobbin Rollerblade     |
| Grand-Prix 24. Juni                                                | Zürich            | Massimiliano Presti Verducci | Juan-Carlos Betancur Salomon | Pierdavide Romani Salomon    |
| Grand-Prix 30. Juni                                                | Engadin           | Arnaud Gicquel Rollerblade   | Jorge Botero Rollerblade     | Juan-Carlos Betancur Salomon |
| Europameisterschaften in Paços de Ferreira, 27. Juli bis 4. August |                   |                              |                              |                              |
| World Games in Akita, 16. bis 26. August                           |                   |                              |                              |                              |
| Weltmeisterschaften in Valence d’Agen, 8. bis 16. September        |                   |                              |                              |                              |
| Class 1 23. September                                              | Wien              | Arnaud Gicquel Rollerblade   | Stefano Galliazzo            | Mathieu Grandgirard Fila     |
| Grand-Prix 30. September                                           | Berlin-Marathon   | Arnaud Gicquel Rollerblade   | Baptiste Grandgirard Fila    | Massimiliano Presti Verducci |

| Rang | Name           | Team        |
| ---- | -------------- | ----------- |
| 1    | Arnaud Gicquel | Rollerblade |

| Rang | Team        |
| ---- | ----------- |
| 1    | Rollerblade |